# 維吉尼亞聯邦大學
弗吉尼亚聯邦大學（Virginia Commonwealth University，簡稱VCU），是美國一所大型學術性綜合公立大學，主校區位於維吉尼亞州首都里士满市。在美國大學中，該校以其國家級的藝術、社工、教育、醫管，及醫學等相關科系聞名，並擁有優異的排名。維吉尼亞聯邦大學是維吉尼亞州內最大的大學之一，學生總數在2005年初的統計中已超過29,000名，根據卡內基高等教育機構分類表的分類，維吉尼亞聯邦大學是維州被定義為博士級/研究級/成人延伸教育級的四個大學之一。
里奇蒙專業學院（Richmond Professional Institute, RPI）與維吉尼亞醫學院於1968年兩校合併成為今天的維吉尼亞聯邦大學，該醫學院可說是美國器官移植計畫最原始的發源地，享譽盛名。而VCU的多樣性也是非常有名的，在維州的公立大學中，VCU擁有最高比例的少數民族學生。VCU同時也是一年一度VCU法國影片節慶祝活動的主辦單位之一，在VCU所舉行的法國電影節慶典，其規模可說是全美國最大的。

## 校園概況
VCU在里奇蒙市區內有兩個校區：門羅公園校區和維吉尼亞醫學院校區，VCU同時還有一所國家級的藝術學院分校位於卡達首都多哈的教育城區內，該分校的主要經濟來源是來自卡達政府的資助。在非正式的稱呼中，這些校區常常分別被稱做，大學院區、醫學院區和VCU卡達分校。

### 門羅公園校區
VCU大部分的教育資源皆位於門羅公園校區，校區位在里奇蒙市扇子區的最東邊。扇子區建於20世紀初期，緊鄰市中心區，是非常具有歷史意義的古老城鎮。門羅公園校區的範圍從貝瓦迪爾街（Belvidere Street）北側的門羅公園算起，往西一直延伸到哈里遜街（Harrison Street），其主要的建築物皆集中在西寬街（Broad Street）與緬街（MainStreet）之間。這個範圍最早為里奇蒙專業學院的校區，後於1986年正式成為維吉尼亞聯邦大學的大學院校區，於2004年6月正式改名為門羅公園校區，直到今天維吉尼亞聯邦大學仍在不斷的擴大校區，當前的建設計畫包括商學院的更新、理工學院第二期工程、護理學院的興建，一所新的社區大學院區 （页面存档备份，存于）和新的停車場，西柏斯大樓的更新計畫等等。

#### 學生概況與一些統計資料
VCU被美國新聞與世界報導雜誌分類為「具有競爭力」的大學，約16%的學生從全美排行前十名的課程畢業，而約44%的學生所畢業的科系是全國排名前25%。
維吉尼亞聯邦大學的學生、校友和教職員工，來自世界上約100個不同的國家，其中甚至還包含了超過1000名的國際交換學生，直到2005年秋季的統計，約有3,650位學生來自外州（含國際學生）。
在西元2005年秋季的學期中，VCU收到了11,764個入學申請，並錄取了其中的3,540位申請者。這些當年秋季入學的新生中，其未加重計分的平均高中成績為3.3，而這些學生在2005年的大學入學考試成績平均為1190，而在此成績的分項成績平均為：字彙項目600分，數學項目590分。

#### 主要建築
校區內共有165棟建築，其中有40棟建於西元1900年前，以下列出主要建物的名稱與原文對照。
- 波拉客大樓是以里奇蒙專業學院時期，藝術學院的贊助者泰瑞沙·波拉克命名。波拉克是維吉尼亞當代著名的藝術家，以推廣里奇蒙現代藝術的發展而獲得推崇。
- 位於西富蘭克林街901號的金特屋是門羅公園校區的主要行政管理中心，以菸草大亨路易斯·金特（1824-1897）的名字而命名，他曾是維吉尼亞最富有的人之一，也是現在里奇蒙市金特公園附近區域的開發者，並曾被任命建設里奇蒙市中心最著名的傑佛遜旅館。

| 中文譯名                          | 英文對照                                                           |
| 大學學生活動中心                  | University Student Commons                                         |
| 席格體育中心                      | Stuart C. Siegel Center                                            |
| 運動醫學大樓                      | Sports Medicine Building                                           |
| 柯貝爾圖書館                      | James Branch Cabell Library                                        |
| 理工學院大樓                      | Engineering Building - School of Engineering                       |
| 譚波大樓                          | T. Edward Temple Building - General academics, mass communications |
| 商學院大樓                        | School of Business                                                 |
| 奧立佛大樓 - 教育學院、自然科學院 | Oliver Hall - School of Education, Physical Sciences               |
| 藝術學院大樓                      | School of the Arts Building                                        |
| 西柏斯大樓 - 人類學院             | Hibbs Hall - College of Humanities & Sciences                      |
| 雪佛學生餐飲中心                  | Shafer Court Dining Center                                         |
| 波拉克大樓 - 藝術學院             | Pollak Building - School of the Arts                               |
| 崔尼生命科學大樓                  | Trani Life Sciences Building                                       |

#### 學生宿舍
| 中文譯名               | 英文對照                         |
| 西格雷斯街模範學生宿舍 | West Grace Street Honors Housing |
| 艾基爾學生宿舍         | Ackell Residence Center          |
| 萊姆茲館               | RAMZ Hall                        |
| 布蘭德館               | Brandt Hall                      |
| 羅德館                 | Rhoads Hall                      |
| 寬街與貝瓦迪爾街公寓   | Broad & Belvidere Apartments     |
| 頂級車庫公寓           | Capital Garage Apartments        |
| 強森館                 | Johnson Hall                     |
| 格萊丁學生宿舍         | Gladding Residence Center        |

### 維吉尼亞醫學院校區
維吉尼亞醫學院校區是里奇蒙市一個不可或缺的部份，與市中心區的主要金融與商業區鄰接，非常靠近維吉尼亞洲政府大樓。醫學院校區集中了VCU所有健康科學相關領域的科系，包括醫學系、牙醫學系、藥學系、護理學系、其他健康相關學科系、一所正在籌辦的公共醫學院，以及一所附設醫院，該醫院也是組成VCU所有醫療健康系統中最重要的元素。VCU梅西癌症中心（美国国家癌症研究所指定癌症中心）也在這個校區。

#### 主要建築
| 中文譯名       | 英文對照               |
| 主醫院大樓     | Main hospital          |
| 蓋特威大樓     | Gateway Building       |
| 埃及大樓       | Egyptian Building      |
| 梅西癌症中心   | Massey Cancer Center   |
| 神格講堂       | Sanger Hall            |
| 湯普金斯圖書館 | Tompkins-McCaw Library |
| 萊里克學生中心 | Larrick Student Center |
| 西醫院大樓     | West Hospital          |

#### 學生宿舍
| 坎布尼斯館 | Cabaniss Hall |
| 熊館       | Bear Hall     |
| 麥克雷館   | McRae Hall    |
| 華納館     | Warner Hall   |
| 睛魚館     | Rudd Hall     |

## 學術研究方面

### 提供學位
- 學士學位
- 碩士學位
- 博士學位
- 其他專業訓練與認證

所有完整的科系與學位名稱可以在維吉尼亞州高等教育委員會網站上找到。

### 排名狀況
維吉尼亞聯邦大學擁有許多全美排名非常突出的學科系，根據美國新聞與世界報導的排名，以下列出最為有名的幾種研究所課程：
| - 1st - 雕刻藝術 - 1st - 麻醉護理 - 4th - 平面造形設計 - 5th - 健康服務行政 - 6th - 藝術創作碩士 - 10th - 繪畫與素描 - 13th - 牙醫學系 - 14th - 社會工作 - 15th - 職業醫療 - 18th - 社區衛生 | - 20th - 復健諮詢 - 21st - 藥學 - 25th - 物理治療 - 39th - 中等教育 - 48th - 護理 - 50th - 創作文學 - 27th - 教育 - 62nd - 醫學院（研究方面） - 65th - 公眾事務 - 68th - 臨床心理 |

### 各學院一覽
- 人文及科學學院
  - School of Mass Communications
  - School of World Studies
  - L. Douglas Wilder School of Government and Public Affairs
- School of Allied Health Professions
- 藝術學校
- 商業學校
- School of Dentistry
- 教育學校
- 工程学學校
- 醫學學校
- School of Nursing
- School of Pharmacy
- School of Social Work

## 姊妹校

### 亞洲地區
- 中華民國臺北市：臺北醫學大學

## 外部連結
- 官方网站